# Paralacydes wintgensi
Paralacydes wintgensi là một loài bướm đêm thuộc phân họ Arctiinae, họ Erebidae.